# Piquecos
Piquecos é uma comuna francesa na região administrativa de Occitânia, no departamento de Tarn-et-Garonne. Estende-se por uma área de 7,79 km². Em 2010 a comuna tinha 447 habitantes (densidade: 57,4 hab./km²).